# Giennadij Łogofiet
Giennadij Olegowicz Łogofiet, ros. Геннадий Олегович Логофет (ur. 15 kwietnia 1942 w Moskwie, zm. 5 grudnia 2011 tamże) – rosyjski piłkarz, grający na pozycji obrońcy, a wcześniej pomocnika, reprezentant ZSRR, trener piłkarski.

## Kariera piłkarska

### Kariera klubowa
Wychowanek FSzM Moskwa. Pierwszy trener – Nikołaj Diemientjew. W 1960 zadebiutował w pierwszym zespole Spartaka Moskwa. Przez 15 lat bronił barw spartakowskiej drużyny, łącznie w mistrzostwach ZSRR rozegrał 349 meczów, co plasuje go na trzecim miejscu w rankingu piłkarzy z największą liczbą występów w klubie. Zakończył swoją karierę piłkarską w 1975 roku.

### Kariera reprezentacyjna
22 września 1963 zadebiutował w reprezentacji Związku Radzieckiego w spotkaniu towarzyskim z Węgrami zremisowanym 1:1. Występował w finałach na mistrzostwach Europy w 1968 i mistrzostwach Świata w 1970. Łącznie rozegrał 11 meczów i strzelił 4 goli. Również w 2 meczach bronił barw olimpijskiej reprezentacji ZSRR.

## Kariera trenerska
Po zakończeniu kariery piłkarskiej ukończył Wyższą Szkołę Trenerską w Moskwie i od 1978 rozpoczął pracę jako szkoleniowca. Najpierw pomagał trenować młodzieżową i narodową reprezentację Związku Radzieckiego. Na początku 1984 objął stanowisko głównego trenera Tawrii Symferopol, a latem 1984 stanowisko dyrektora klubu Krasnaja Priesnia Moskwa. Potem pracował w sztabie szkoleniowym klubów Nadi asz-Szarika i Spartak Moskwa. W latach 2005–2008 samodzielnie prowadził Maccabi Moskwa.

## Sukcesy i odznaczenia

### Sukcesy klubowe
- mistrz ZSRR: 1962, 1969
- wicemistrz ZSRR: 1963, 1968, 1974
- brązowy medalista Mistrzostw ZSRR: 1970
- zdobywca Pucharu ZSRR: 1963, 1965, 1971
- finalista Pucharu ZSRR: 1972

### Sukcesy reprezentacyjne
- uczestnik Mistrzostw Europy: 1968
- uczestnik Mistrzostw Świata: 1970

### Sukcesy indywidualne
- wybrany do listy 33 najlepszych piłkarzy ZSRR: Nr 2 (1962, 1969, 1974), Nr 3 (1964, 1970)

### Odznaczenia
- tytuł Mistrza Sportu ZSRR: 1961